# Connah's Quay Nomads FC
Connah's Quay Nomads FC (velšsky Clwb Pêl-droed Cei Connah) je velšský fotbalový klub z města Connah's Quay v hrabství Flintshire. Nomads působí v nejvyšší velšské lize, Cymru Premier, kterou dvakrát vyhráli, naposledy v sezoně 2020/21.

## Historie
Klub byl založen v roce 1946 jako Connah's Quay Juniors, v roce 1951 se přejmenoval na Connah's Quay Nomads FC.
V sezoně 2010/11 vyhráli druhou velšskou ligu, neobdrželi ale potřebnou prvoligovou licenci. Situace se změnila v následující sezoně, kdy Nomads druhou ligu opět vyhráli, a tentokrát obdrželi licenci, a postoupili do Welsh Premier League. V sezoně 2012/13 těsně udrželi šestou příčku znamenající postup do nadstavbové skupiny o titul, fotbalová asociace jim ale sebrala 1 bod za neoprávněný start hráče, a Nomads se posunuli na 7. místo, které už bylo v nadstavbové skupině o sestup. V sezoně 2015/16 se umístili na 4. místě, a postoupili do Evropské ligy. V prvním předkole se utkali s norským Stabæk Fotball, po výsledcích 1:0 a 0:0 prošli dále. Byl to velký úspěch pro velšský fotbal, poprvé po 24 letech a 214 zápasech jejich tým v evropském dvojzápase udržel 2 čistá konta. První ligový titul Nomads získali v předčasně ukončené sezoně 2019/20.

## Umístění klubu v jednotlivých sezonách
Legenda: Z – zápasy, V – výhry, R – remízy, P – porážky, VG – vstřelené góly, OG – obdržené góly, B – body, červené podbarvení – sestup, zelené podbarvení – postup, fialové podbarvení – reorganizace, změna skupiny či soutěže
| Wales (1946 – ) |                      |        |    |    |    |    |    |    |    |        |
| Sezóny          | Liga                 | Úroveň | Z  | V  | R  | P  | VG | OG | B  | Pozice |
| …               |                      |        |    |    |    |    |    |    |    |        |
| 2011/12         | Cymru Alliance       | 2      | 30 | 21 | 5  | 4  | 89 | 23 | 68 | 1.     |
| 2012/13         | Welsh Premier League | 1      | 32 | 12 | 5  | 15 | 62 | 69 | 40 | 8.     |
| 2013/14         | Welsh Premier League | 1      | 32 | 10 | 8  | 14 | 47 | 65 | 38 | 10.    |
| 2014/15         | Welsh Premier League | 1      | 32 | 11 | 10 | 11 | 44 | 53 | 43 | 7.     |
| 2015/16         | Welsh Premier League | 1      | 32 | 15 | 3  | 14 | 52 | 42 | 48 | 4.     |
| 2016/17         | Welsh Premier League | 1      | 32 | 16 | 10 | 6  | 45 | 24 | 58 | 2.     |
| 2017/18         | Welsh Premier League | 1      | 32 | 17 | 6  | 9  | 46 | 29 | 57 | 3.     |
| 2018/19         | Welsh Premier League | 1      | 32 | 19 | 5  | 8  | 76 | 33 | 62 | 2.     |
| 2019/20         | Cymru Premier        | 1      | 26 | 16 | 8  | 2  | 47 | 19 | 56 | 1.     |
| 2020/21         | Cymru Premier        | 1      | 32 | 25 | 4  | 3  | 70 | 20 | 79 | 1.     |

- V sezoně 2012/13 byl Nomads odebrán 1 bod za neoprávněný start hráče.

## Evropské poháry
| Sezona  | Pohár                     | Kolo        | Soupeř               | D   | V   | Celkem          |
| ------- | ------------------------- | ----------- | -------------------- | --- | --- | --------------- |
| 2016/17 | Evropská liga             | 1. předkolo | Stabæk Fotball       | 0:0 | 1:0 | 1:0             |
| 2016/17 | Evropská liga             | 2. předkolo | FK Vojvodina         | 1:2 | 0:1 | 1:3             |
| 2017/18 | Evropská liga             | 1. předkolo | HJK                  | 1:0 | 0:3 | 1:3             |
| 2018/19 | Evropská liga             | 1. předkolo | FK Šachtěr Salihorsk | 1:3 | 0:2 | 1:5             |
| 2019/20 | Evropská liga             | 1. předkolo | Kilmarnock FC        | 1:2 | 2:0 | 3:2             |
| 2019/20 | Evropská liga             | 2. předkolo | FK Partizan          | 0:1 | 0:3 | 0:4             |
| 2020/21 | Liga mistrů               | 1. předkolo | FK Sarajevo          | 0:2 | X   | X               |
| 2020/21 | Evropská liga             | 2. předkolo | FC Dinamo Tbilisi    | 0:1 | X   | X               |
| 2021/22 | Liga mistrů               | 1. předkolo | Alaškert Jerevan FC  | 2:2 | 0:1 | 2:3 (po prodl.) |
| 2021/22 | Evropská konferenční liga | 2. předkolo | FK Priština          |     |     |                 |